# 1822 год в науке
В 1822 году были различные научные и технологические события, некоторые из которых представлены ниже.

## События
- Чарльз Бэббидж представил механическое устройство, названное позднее аналитической машиной, которую можно считать первой настоящей вычислительной машиной, но состоящей из валиков и шестерней, вращаемых вручную при помощи специального рычага.
- Карл Фейербах доказал теорему об окружности девяти точек, ныне известную как «Теорема Фейербаха».

## Публикации
- 27 сентября — французский учёный Жан-Франсуа Шампольон сделал сообщение в Академии надписей в Париже о результатах дешифровки текстов Розеттского камня. Возникновение египтологии[1].
- «Король математиков» XIX века Карл Фридрих Гаусс опубликовал монографию «Общие исследования о кривых поверхностях», составившую эпоху в дифференциальной геометрии. Идеи этого труда направляли деятельность геометров на протяжении нескольких десятилетий[2].
- Французский физик и математик Жан-Батист Жозеф Фурье опубликовал свой главный труд — «Аналитическую теорию тепла» («Théorie analytique de la chaleur»). Книга стала событием как в физике, так и в математике. В ней впервые появилось уравнение теплопроводности, и метод Фурье для его решения состоял в представлении функций в виде тригонометрических рядов Фурье, которые стали универсальным средством анализа функций[3].

## Премии и награды
- Медаль Копли — Уильям Баклэнд.

## Родились
- 2 января — Рудольф Юлиус Эммануель Клаузиус, немецкий физик и математик (ум. 1888).
- 6 января — Генрих Шлиман, немецкий археолог (ум. 1890).
- 18 февраля — Франц Йозеф Лаут, немецкий востоковед; профессор египтологии Мюнхенского университета (умер 1895)[4].
- 8 июля — Иоганн Теодор Август Ферстер, немецкий анатом, патолог и педагог (ум. 1865)[5].
- 22 июля — Грегор Иоганн Мендель, монах августинского ордена, основоположник генетики (ум. 1884).
- 9 августа — Якоб Молешотт, немецкий физиолог и философ (ум. 1893).
- 12 августа — Генрих Луи д’Арре, немецкий астроном, один из открывателей планеты Нептун (ум. 1875).
- 10 декабря — Николай Яковлевич Данилевский, русский публицист, социолог, экономист и естествоиспытатель (ум. 1885).
- 27 декабря — Луи Пастер, французский микробиолог и химик (ум. 1895).

## Скончались
- 6 ноября — Клод Луи Бертолле, французский химик.
- 10 сентября — Джованни Вентури, итальянский учёный, известен работами в области гидравлики, теории света и оптики. Его именем названы открытый им эффект понижения давления газа или жидкости с увеличением скорости их движения, а также труба Вентури.
- 25 сентября — Эрик Ниссен Виборг, датский ветеринар; член Датской, Шведской и Нидерландской академий наук[6][7].
- 3 июня — Рене Гаюи, французский минералог, создатель научной кристаллографии.